# Seznam opatů benediktinského kláštera v Ettalu
Toto je seznam opatů benediktinského kláštera v Ettalu.
- Heinrich I. Rieter, 1331–1344
- Eberhard z Niederaltaichu, 1344–1349
- Jodok von Agenwang, 1349–1352/1353 (?)
- Konrad I. Kummersprugger, 1360–1390 (1356-1360 administrátor)
- Heinrich II. Zucker, 1390–1393
- Berner/Werner, 1393–um 1399 († 1407)
- Konrad II. Duringfeld, 1399–1413
- Heinrich III. Sandauer, 1413–1414
- Ulrich Hohenkircher, 1414–1419
- Konrad III. Schifflein/Schifflin, 1419–1439
- Johannes I. Kufsteiner, 1440–1452 († 1455)
- Simon Hueber, 1452–1476
- Stephan Precht, 1476–1492
- Benedikt Zwink, 1492–1495 († 1495)
- Johannes II. Spangler, 1495–1511
- Maurus I. Wagner, 1511–1522
- Maurus II. Nuzinger, 1522–1549
- Placidus I. Gall, 1549–1566
- Nikolaus Streitl, 1566–1590
- Leonhard Hilpolt, 1590–1615
- Othmar I. Goppelsrieder, 1615–1637 (1613 koadjutor)
- Ignatius Rueff, 1637–1658
- Virgil Hegler, 1658–1668
- Benedikt II. Eckart, 1668–1675
- Roman Schretter, 1675–1697
- Romuald Haimblinger, 1697–1708
- Placidus II. Seitz, 1709–1736
- Bernhard I. Oberhauser, 1736–1739
- Benedikt III. Pacher, 1739–1759
- Bernhard II. (Ludwig) von Eschenbach, 1761–1779 (nemanželský syn byvorského kurfiřta Maxmiliána III. Josefa)
- Othmar II. Seywold, 1779–1787
- Alphons Hafner, 1787–1802
- Willibald Wolfsteiner, 1907–1933
- Angelus Kupfer, 1933–1951
- Johannes Maria Hoeck, 1951–1961
- Karl Gross, 1961–1973
- Edelbert Hörhammer, 1973–2005
- Barnabas Bögle, 2005–2010
- Emmeram Walter, únor - červenec 2010, zvláštní správce
- Barnabas Bögle (znovu od 11. července 2010)